# Simulium machadoi
Simulium machadoi es una especie de insecto del género Simulium, familia Simuliidae, orden Diptera.
Fue descrita científicamente por Luna de Carvalho, 1962.